# Hydyne
Pour les articles homonymes, voir Bagel (homonymie).
MAF-4, U-DETA
L'Hydyne, (prononcé en anglais /ˈhaɪdaɪn/), originellement Bagel, est un ergol américain constitué d'un mélange massique de 60 % de 1,1-diméthylhydrazine (UDMH) et 40 % de diéthylènetriamine (DETA).
L'Hydyne est une substance hygroscopique (absorbant l'humidité de l'air), claire et incolore à température ambiante, dégageant une odeur ammoniacale caractéristique. Ses propriétés chimiques lui permettent d'être miscible en toute proportion avec l'eau et diverses autres substances. L'Hydyne partage plusieurs caractéristiques avec l'UDMH (principal constituant de l'Hydyne), un autre carburant pour fusée. L'Hydyne, faisant partie de la série de carburant Mixed amine fuel, est spécifiquement désigné sous le nom de code « Mixed amine fuel 4 » (abrégé en MAF-4) et également connu sous le nom de "U-DETA", une contraction de UDMH-DETA.
Utilisé comme carburant en combinaison avec l'oxygène liquide, il a propulsé des fusées de la famille Redstone (famille dérivant du missile Redstone), notamment les Jupiter-A, Jupiter-C et Juno I. Sa conception a été confiée à Mary Sherman Morgan de la North American Aviation, qui avait pour mission d'améliorer les performances du lanceur américain Juno I. Ce dernier a ainsi permis de mettre en orbite le 1er février 1958 le premier satellite américain, Explorer 1, marquant l'entrée des Etats-Unis dans la course à l'espace.
Mais l'Hydyne ne s'est pas limité à des applications spatiales : il a également été employé dans le domaine militaire, en particulier pour alimenter le drone cible Beechcraft AQM-37 Jayhawk, en association avec l'IRFNA (Inhibited Red Fuming Nitric Acid). De plus, l'avion supersonique à moteur-fusée Bell X-1, célèbre pour avoir franchi le mur du son, a expérimenté l'utilisation de l'Hydyne le 6 novembre 1958. Cependant, l'Hydyne présentait des inconvénients majeurs, notamment sa toxicité et son effet corrosif, qui ont conduit à son abandon pour les missions habitées du programme Mercury utilisant également les fusées Redstone. Ces risques potentiels ont mené à l'utilisation d'alcool éthylique sur les Mercury-Redstone, le carburant habituellement utilisé sur les fusées Redstone. Néanmoins, l'Hydyne a continué à être utilisé pour les drones cibles jusqu'à la fin de leur service.

## Étymologie
Le nom « Hydyne » est une combinaison des termes « Hydrazine » et « Rocketdyne ». Hydrazine se réfère à la molécule de base ainsi qu'à ses dérivés, dont les composants de l'Hydyne, à savoir l'1,1-diméthylhydrazine (UDMH) et la diéthylènetriamine (DETA), appartiennent à cette famille de molécules. Rocketdyne est quant à lui le nom de la société dans la quelle le carburant fut conçu. Le suffixe -dyne provient du grec δύναμις, dýnamis, signifiant puissance ou force. Le carburant peut également être écrit sous une variante plus rare, « Hidyne ».
Le terme « MAF-4 » (ou plus rarement « MAF-40 ») est l'acronyme de Mixed Amine Fuel, ce qui se traduit par « Carburant aminé mixte » en français. Cette série de carburants comprend cinq catégories distinctes, numérotées de 1 à 5. Composés principalement d'UDMH et de DETA, ces carburants utilisent généralement des hydrazines comme base. L'objectif principal des formulations est de diminuer le point de congélation des carburants.

## Histoire

### Course à l'espace
Wernher von Braun a proposé en 1954 l'idée de mettre un satellite en orbite lors d'une réunion du comité de vol spatial de l'américain Rocket Society. Il baptisait son projet « Orbiter », et son plan était d'utiliser une fusée de recherche et développement, dérivée du PGM-11 Redstone, le Jupiter-C, avec des grappes de petits propulseurs à propulsion solide au sommet.
En pleine année géophysique internationale, qui doit s'étaler de juillet 1957 à décembre 1958, Les États-Unis et l'Union des républiques socialistes soviétiques déclarent vouloir chacun placer un satellite artificiel en orbite terrestre basse. Aux États-Unis, deux camps de recherches voient le jour, pour réussir la mise en orbite d'un satellite avant les Soviétiques. Le premier, est le projet Orbiter, dirigé par Wernher von Braun et son équipe d'ingénieurs allemands, avec une étroite collaboration de l'US Army. L'autre camp est celui du Naval Research Laboratory, travaillant sur le programme Vanguard, une fusée-sonde Viking modifiée qui permettra l'envoi d'un petit satellite d'un kilogramme. Pour se charger de sélectionner le vainqueur, le comité scientifique suit les directives présidentielles qui stipulent que le projet doit conserver un caractère civil.
Le 29 juillet 1955, au détriment d'Orbiter pourtant plus abouti, le président Eisenhower approuve le programme Vanguard.
Le 4 octobre 1957, les Soviétiques réussissent la première mise en orbite d'un satellite, Spoutnik 1, suivie par Spoutnik 2 un mois plus tard, contenant la chienne Laïka. Les Américains répliquent le 6 décembre 1957, avec un vol d'une fusée Vanguard, volant seulement deux secondes avant d'exploser en se crashant sur le pas de tir. Après cette défaite, les États-Unis se tournent vers Wernher von Braun et ses fusées Redstone, plus particulièrement son Jupiter-C, pour les transformer en lanceurs. Mais un problème apparait : tel que conçu, le Jupiter-C n'avait pas une capacité de levage suffisante pour atteindre l'orbite. Wernher von Braun avait calculé que si on augmentait l'efficacité du carburant de 8 %, la fusée serait capable de mettre un satellite en orbite.
Avant la création de l'Hydyne, les fusées de la famille Redstone utilisaient de l'éthanol coupé à 25 % d'eau comme carburant, et de l'oxygène liquide comme comburant (oxydant). Pour la conception d'un nouveau carburant, mais aussi un oxydant, l'armée insiste pour que la NAA mette à la tête du projet une personne. Ainsi, lorsqu'un colonel vient au bureau de la NAA avec des nouvelles du contrat, la NAA lui répondit sans hésiter que Mary Sherman Morgan sera à la tête du projet. Le colonel s'en oppose, car elle ne possède pas de diplôme universitaire, et se trouvait également être une femme. Mais après insistance, Mary Sherman Morgan est mise à la tête du projet, pour la conception d'un nouveau carburant, mais aussi d'un nouvel oxydant.

### Développement
Durant le développement d'Hydyne, Mary Sherman Morgan est aidée dans ses calculs par Bill Weber et Toru Shimizu, qui venaient d'obtenir une maîtrise en génie chimique et avaient été embauchés lors d'un salon de l'emploi. Travaillant jour et nuit, ils ont essayé de faire des suppositions éclairées sur les combinaisons qui fonctionneraient, puis de faire les calculs pour prouver les résultats. Outre le carburant, la NAA et l'armée avaient également demandé à Mary Sherman Morgan de concevoir une alternative à l'oxygène liquide, mais sachant qu'il y avait des centaines de combinaisons de carburant, mais peu d'options pour les oxydants, elle a continué avec le développement du carburant, car elle savait qu'il y avait une bien meilleure chance de trouver une alternative pour ce dernier.
Le lendemain, les trois chercheurs trouvent la masse volumique, et Mary Sherman Morgan commande quatre tonnes de diéthylènetriamine, mais le ratio n'est pas encore établi. En peu de temps, Mary Sherman Morgan suppose que le ratio UDMH/DETA est 60/40, confirmé par calcul. Elle baptise sa substance « Bagel ». Le choix de ce nom est un jeu de mots avec l'oxydant utilisé, l'oxygène liquide, abrégé en « LOx », qui porte le même nom qu'un filet de saumon baptisé Lox (en), servi avec du bagel. Mais l'armée, n'acceptant pas ce nom, le renomme « Hydyne ». Grâce à ce nouveau carburant, le gain est augmenté de 8 % au minimum, et le moteur devrait pouvoir être en fonctionnement pendant 155 s dans trois tests distincts.
Dans les premiers temps, des suppositions ont été établies. Un jour, la manière dont l'Hydyne est introduit et mélangé dans le moteur-fusée est légèrement modifié. Après trois essais, le moteur-fusée consommait le carburant pendant parfaitement 155 s. Le carburant est alors validé. L'Hydyne pouvait produire une poussée de 83 000 lbf (369 kN) mélangé à de l'oxygène liquide, avec un ratio de 1,73, plus que l'alcool éthylique. De plus, son impulsion spécifique est supérieure à celui de l'éthanol, et est aussi plus dense, ce qui permettait une charge propulsive accrue.

### Essais et période d'utilisation

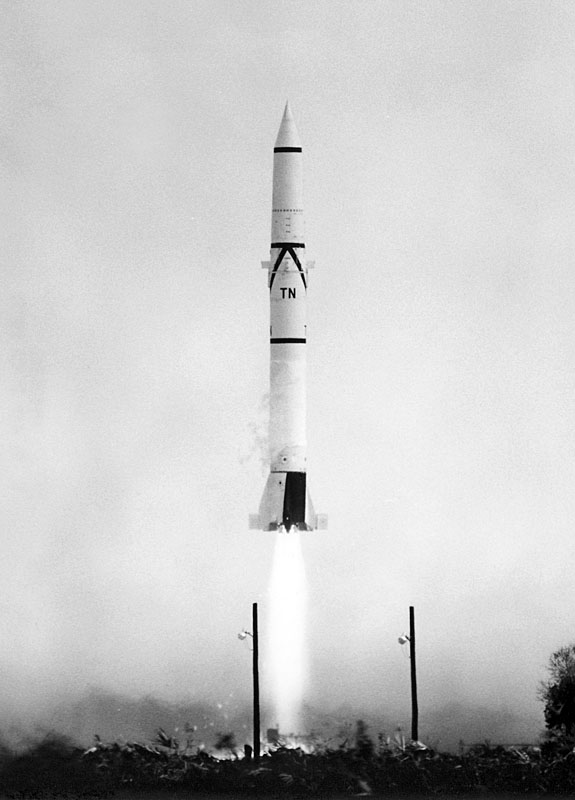
Jupiter-A CC-43 décollant de la base de Cap Canaveral, le 27 février 1958. Comme d'autre Jupiter-A, il utilise l'Hydyne comme carburant.

- Vol sur le Jupiter-A (CC-15) — 19 novembre 1956 : La première utilisation de l'Hydyne a eu lieu sur le Jupiter-A (numéro 15), un missile Redstone modifié à des fins expérimentales pour tester le missile Jupiter. Ce lancement utilisait la variante A-4 du moteur Redstone[19]. La fusée a décollé le 19 novembre 1956 à 8h23 ET. Les principaux objectifs de ce test étaient d'évaluer la précision du système de guidage complet (ST-80[20]) et de vérifier les composants de contrôle du missile Jupiter. Considéré comme un succès, le missile a parcouru une distance d'environ 257 km[21]. '
- Vol sur le Jupiter-A (RS-22) — 19 décembre 1956 : L'Hydyne fut par la suite utilisé le 19 décembre 1956[22] sur Jupiter-A (numéro 22)[19], un mois plus tard après le CC-15. L'objectif de cette mission était de tester le contrôle d'un missile instable en utilisant un capteur pour mesurer l'angle d'attaque pendant la phase ascendante. Le point de visée est manqué de 157,2 km, l'impulsion spécifique ayant dépassé les valeurs prévues[23],[24].
- Vol sur le Jupiter-A (CC-45) — 14 janvier 1958 : Le Jupiter-A #CC-45 décolle le 14 janvier 1958 au pas de tir LC-6 de Cap Canaveral. Le vol a permis de démontrer le système de guidage complet. Le vol a également permis de réaliser le cinquième essai en vol complet de l'ogive inerte et du système d'allumage. L'Hydyne a été utilisé lors de ce vol pour améliorer les performances, et des nacelles de télémétrie détachables ont été testées au cours du vol. Tous les objectifs de la mission ont été atteints, et l'amerrissage à 142,4 milles nautiques de la cible s'est produit à 370 mètres au-dessus et à 86 mètres à droite du point d'impact prédéterminé[25].
- Jupiter
- Vols sur les Jupiter-C — (15 mai 1957 à  8 août 1957) : -
- Vols sur les Juno I : -
- Vol sur le Jupiter-A (CC-43) — 27 février 1958 :- Le Bell X-1E (1955).

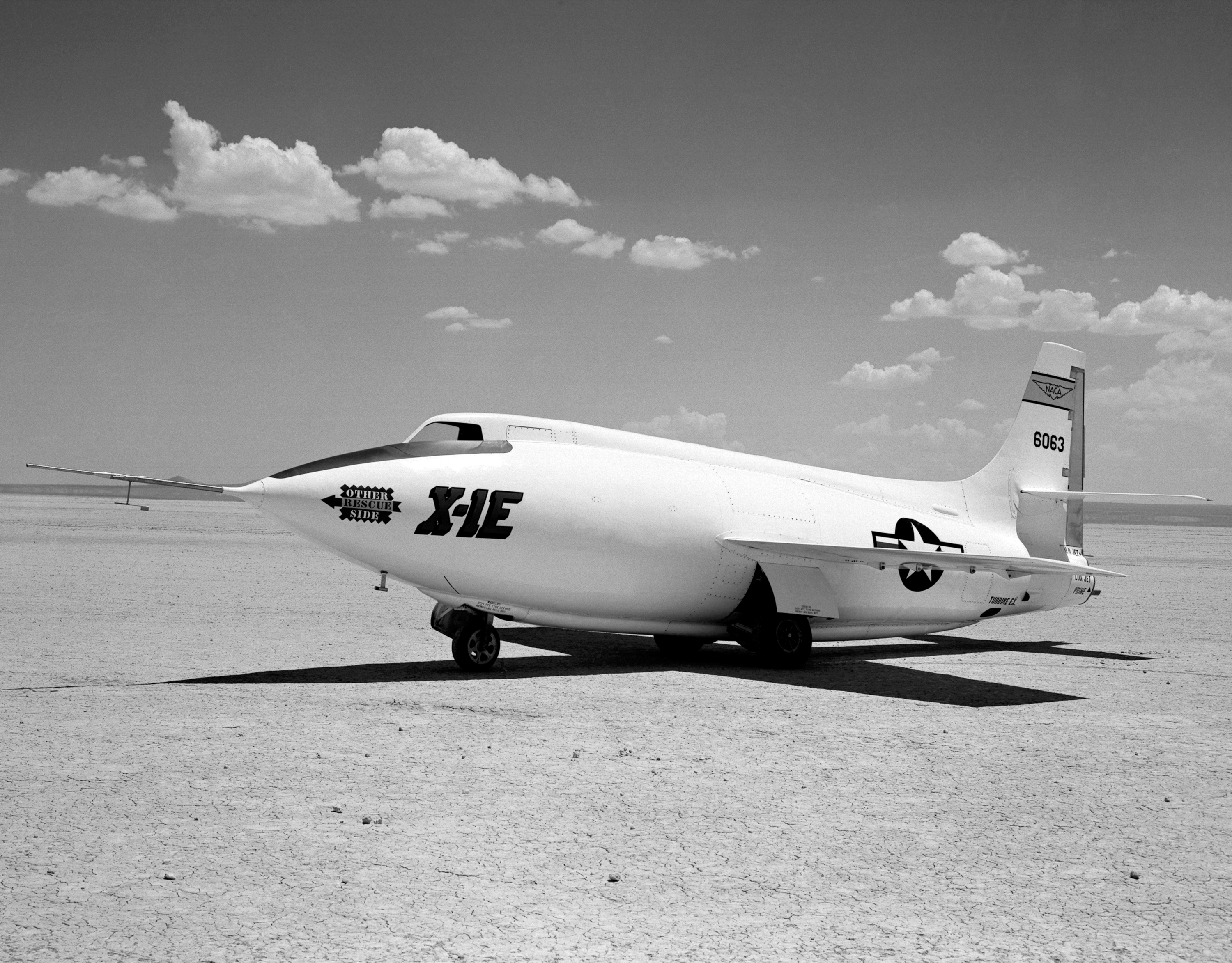
Le Bell X-1E (1955).

- Vol sur le X-1E — 6 novembre 1958 : Le 6 novembre 1958, le pilote John B. McKay prend le contrôle du Bell X-1 modèle E, un avion expérimental à moteur-fusée pour effectuer un vol de recherche afin de tester les changements du moteur. Sur ce vo à basse altitude, les ingénieurs de la NACA du High-Speed Flight Research Center proposent de faire passer la vitesse maximale de l'engin de Mach 2,7 à Mach 3, en augmentant la pression dans le moteur-fusée LR-8-RM-5, mais aussi en remplaçant l'alcool éthylique faisant office de carburant par de l'Hydyne. Décembre de cette même année, une inspection au rayon-X a dévoilé des fissures dans le réservoir de carburant. À cause du coût de réparation et de la prochainement mise en service du X-15, le X-1E — et les X-1 en général — ont été mis hors service après ce dernier vol[26],[27].

### Abandon dans la conquête spatiale

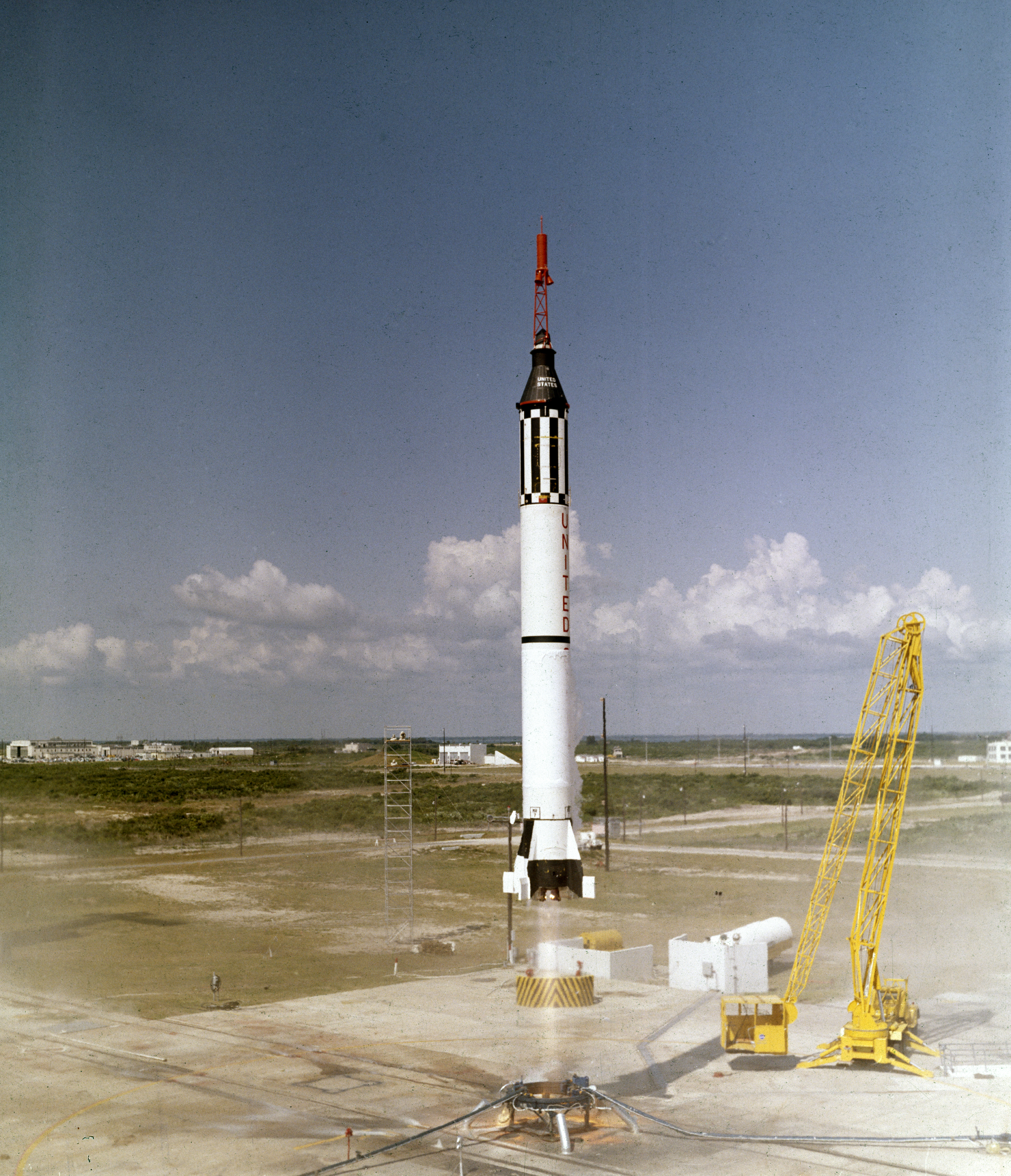
Malgré l'utilisation de l'Hydyne dans diverses fusées de la famille Redstone, c'est avec l'émergence du programme Mercury et l'introduction de la Mercury-Redstone que l'Hydyne se retira du programme spatial américain.

Pour le programme Mercury, la NASA doit trouver un missile pour le reconvertir en lanceur spatial, pour lancer une capsule Mercury avec un astronaute à son bord. L'agence choisit le missile SM-65 Atlas pour l'envoi de l'astronaute, mais les essais en vols sont peu satisfaisants : au premier vol, il subit une défaillance structurelle peu après le lancement, elle n'a donc pu atteindre sa trajectoire prévue. Un autre échec a eu lieu lors du lancement en vol orbital de Mercury-Atlas 3. Par précaution, la NASA est forcée de désigner un nouveau lanceur pour le programme, en attendant que l'Atlas devienne opérationnel. La NASA se tourne alors vers le missile PGM-11 Redstone, et sa famille de fusée comprenant Jupiter-C et Juno I, fusées ayant fait leurs preuves grâce à l'Hydyne. Mais le carburant présente un défaut majeur : l'Hydyne est extrêmement toxique et corrosif. De plus, l'A-7, le moteur-fusée du Redstone, n'avait jamais volé avec l'Hydyne. Si l'Hydyne est utilisé sur les vols habités du programme Mercury, cela pourrait mettre en danger l'astronaute en cas de défaillances.
Les deux premiers vols habités ont bien eu lieu sur une fusée Redstone, renommé pour le programme Mercury-Redstone, sans l'utilisation de l'Hydyne, mais avec de l'alcool éthylique. Après que les Atlas, alors renommés Atlas LV-3B pour le programme, deviennent opérationnels, la Mercury-Redstone est mise hors service.

### Utilisation sur missile cible

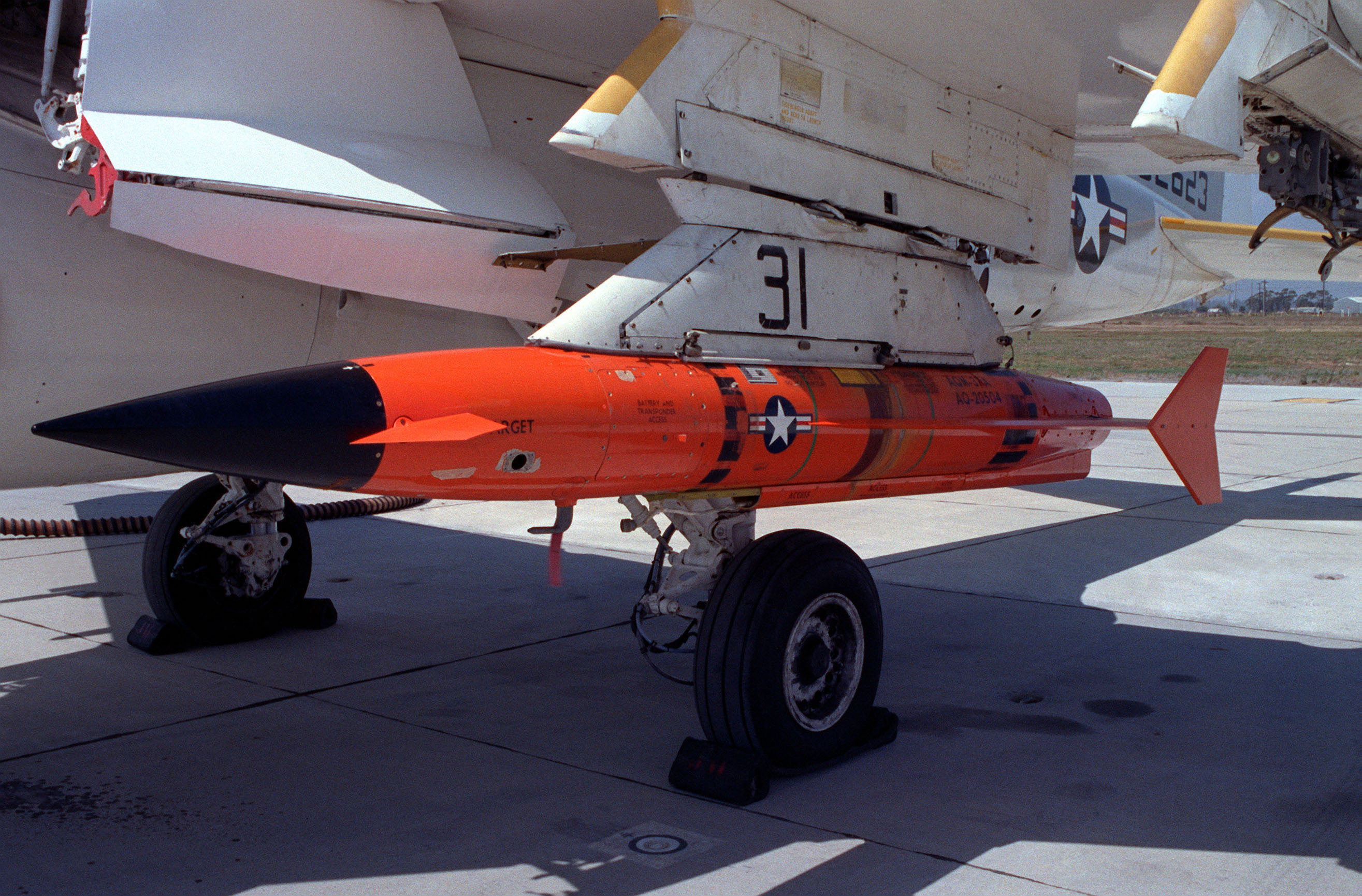
Un AQM-37A sur un A-6E Intruduer. L'AQM-37A utilise de l'Hydyne et de l'IRFNA.

Néanmoins, l'entreprise britannique Short Brothers obtient et produit à hauteur de 75 exemplaires sous licence des drones cibles Beechcraft AQM-37 Jayhawk, ici renommés « SD.2 Stiletto », pour le compte de la Royal Air Force, entre 1976 et 1996. Son moteur-fusée Rocketdyne LR64-NA-4 (alias P4-1 Booster) utilise comme comburant de l'acide nitrique fumant rouge (IRFNA) et de l'Hydyne comme carburant, produisant ainsi 850 lb, soit 3,781 kN.

#### Dépôt d’Hydyne à Vieques
En 1975, un incident notable s'est produit sur l'île de Vieques, située à l'est de Porto Rico. Cet événement s'est déroulé près du bâtiment 422 de l'ancienne base aéronavale de Roosevelt Roads (NASD), dans une zone éloignée connue sous le nom de SWMU 5 (Solid Waste Management Unit 5). À cet endroit, environ 7 000 livres (805 kg) d'ergols provenant de 25 AQM-37A défectueux ont été déversées dans une dépression naturelle du terrain. Ces 7 000 livres incluait 5 275 livres (2 393 kg) d'IRFNA et 1 775 livres (805 kg) d'Hydyne.
Cet incident a retenu l'attention en raison des dangers potentiels posés par les substances déversées et de leur impact environnemental. Initialement, il était supposé que le site de disposition se trouvait dans une zone de recharge pour une source d'eau naturelle de l'île, utilisée par une coopérative bovine locale jusqu'en 1992. Cette source, située à environ un mile au sud-est du site de disposition, fournit de l'eau à une variété de faune locale, y compris le bétail, les chevaux et les oiseaux. Cependant, des études ultérieures ont révélé que le site de disposition et la source d'eau se trouvent en fait dans des bassins de drainage distincts, réduisant ainsi les risques immédiats de contamination de la source. Malgré cela, des préoccupations demeurent concernant la persistance des contaminants dans l'environnement local et leurs effets à long terme sur les sols et les eaux souterraines.
Bien qu'aucun signe visible de dommages importants à la végétation ou d'autres indications de contamination étendue n'ait été observé, des études de confirmation ont été menées pour évaluer l'impact environnemental de l'incident. Des concentrations de zinc ont été détectées dans les échantillons d'eau souterraine près du site, bien que ces concentrations soient restées dans les limites des normes nationales secondaires pour l'eau potable. L'absence de dommages visibles a peut-être été trompeuse, car des témoins ont rapporté avoir vu du bétail boire dans les flaques d'ergols immédiatement après le déversement. L'IRFNA, en raison de sa volatilité, se serait probablement dispersé rapidement, mais les amines de l'Hydyne pourraient persister plus longtemps dans les sols sablonneux de la région, posant des risques potentiels à long terme pour l'environnement,,,.

## Propriétés

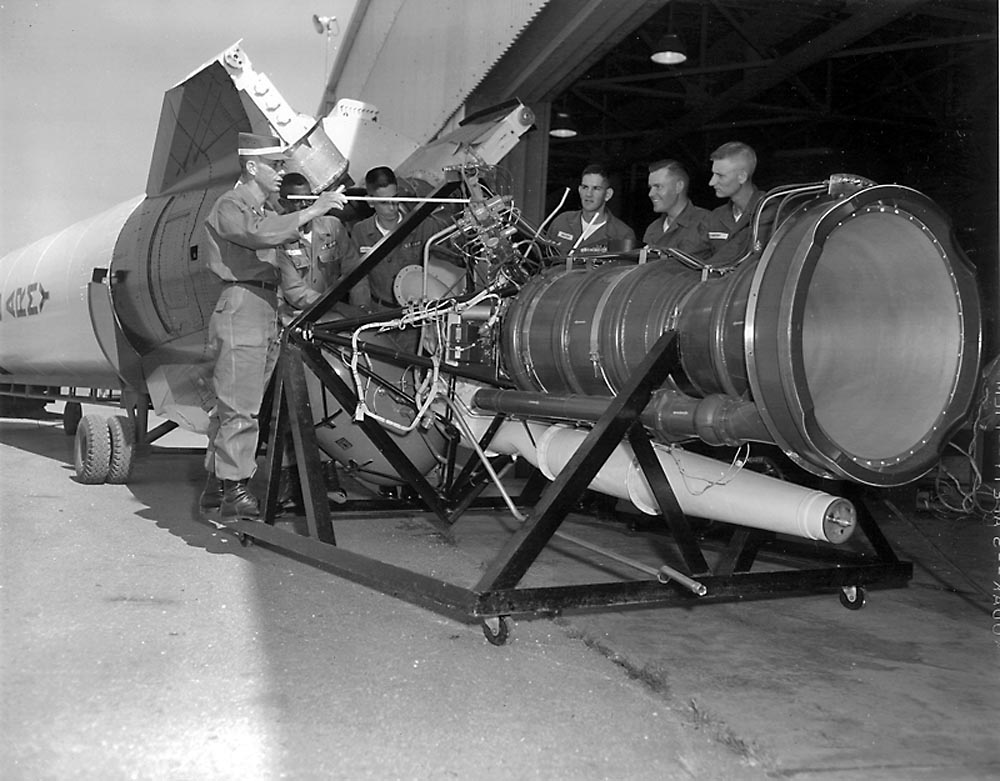
Le moteur-fusée du Redstone. Certains de ces moteurs utilisaient Hydyne.

L'Hydyne est donc un mélange massique composé à 60 % de 1,1-diméthylhydrazine (UDMH) et à 40 % de diéthylènetriamine (DETA).
L'UDMH, dont la formule brute est C₂H₈N₂, est un dérivé de l'hydrazine largement utilisé comme carburant dans l'industrie aérospatiale. Elle a été utilisée notamment dans la fusée russo-soviétique Proton, les lanceurs européens Ariane 1 à 4, ainsi que les lanceurs chinois Longue Marche. L'UDMH est un carburant de choix en raison de ses avantages par rapport à l'hydrazine standard. Elle est plus stable, ce qui réduit les risques d'explosion, et reste liquide à des températures plus basses, avec un point de fusion de -58 °C contre 2 °C pour l'hydrazine. De plus, l'UDMH peut être stocké plusieurs jours à température ambiante. Cependant, l'UDMH présente également des inconvénients : elle est toxique et corrosive, contribuant ainsi à la dangerosité de l'Hydyne. La DETA, constituant les 40 % restants, a pour formule brute C₄H₁₃N₃. La DETA n'est pas utilisée seule comme carburant dans la conquête spatiale. Cependant, elle présente également des dangers, étant toxique et corrosive.
L'Hydyne se présente sous l'apparence d'un liquide hygroscopique, clair à température ambiante, et incolore, dégageant une odeur ammoniacale. Il est miscible en toutes proportions avec l'eau, l'UDMH, l'acétonitrile, la DETA, l'hydrazine, l'éthanol et le MMH. Sa miscibilité avec les kérosènes JP-4 et le RP-1 n'est que partielle.

### Propriétés physiques

#### Point d'ébullition
Le point d'ébullition a été mesuré à 69,57 °C, par ajustement de la courbe des moindres carrés de la pression de vapeur à partir de deux mesures rapportées par Rocketdyne et FMC Corporation. Rocketdyne a obtenu un résultat de 71,7 °C, alors que FMC Corporation trouve 64,4 °C.

#### Point de fusion
Rocketdyne rapporte un point de fusion de l'Hydyne à −84,4 °C, mais cette valeur, du fait de l'aspect visqueux et vitreux que l'Hydyne prend à cette température, présente une incertitude considérable.

#### Pression de vapeur
La pression de vapeur a été mesurée et rapportée par Food Machinery and Chemical Corporation (FMC) et Rocketdyne. Cependant, la pureté et les données de composition faisaient défaut et relativement peu de points de données avec une dispersion considérable ont été obtenus. Basée sur les données disponibles, la pression de vapeur peut être décrite :
{\displaystyle log_{10}P\,{\text{(mmHg)}}=8,2762-{\frac {1\,849,4}{T\,{\text{(K)}}}}}
{\displaystyle log_{10}P\,{\text{(psia)}}=6,5626-{\frac {3\,329,0}{T\,(^{\circ }{\text{R}})}}}

#### Masse volumique
La masse volumique a été mesurée par FMC et Reaction Motors Division (RMD) en trois ensembles de données, mais les ensembles de données comprennent des erreurs, des variations de composition, des impuretés de la DETA allant jusqu'au 9 %, faussant les données. Aucune tentative de correction des données n'a été effectuée, à cause du manque de savoir sur les conditions et les méthodes utilisées sur les mesures. Toutes les données disponibles, à l'exception d'un point manifestement en désaccord avec le reste, ont été utilisées pour dériver l'équation de masse volumique suivante :
{\displaystyle \rho \,({\text{g/cm}}^{3})=1,1697-0,001086\,T\,{\text{(K)}}}

#### Indice de réfraction
Deux valeurs de l'indice de réfraction de l'Hydyne ont été reportées. La première, mesurée par le Bureau des mines des États-Unis, a donné une fourchette entre 1,443 et 1,446 à 13 °C, alors qu'une autre étude a obtenu 1,438 à 25 °C.

### Propriétés chimiques
Les propriétés chimiques de l'Hydyne peuvent être déterminées grâce à ses deux composants : l'UDMH et la DETA. Ce mélange basique peut être lentement oxydé par le CO2, contenu par exemple dans l'atmosphère terrestre. L'hydyne attaque le cuivre et le laiton, grâce à l'UDMH. Bien qu'aucune donnée spécifique sur les réactions chimiques de l'Hydyne n'ait été reportée, on peut supposer que l'Hydyne possède les mêmes propriétés que l'UDMH.

### Propriétés thermodynamiques

#### Enthalpie standard de formation
L'enthalpie standard de formation {\displaystyle \Delta H_{{\text{f}}(298)}^{0}} de l'Hydyne peut être calculée à partir de l'enthalpie standard de formation des deux ingrédients et de la fraction molaire. Sachant que la composition massique exacte de l'Hydyne est de 60 % en UDMH et de 40 % en DETA, l'enthalpie standard de formation (à 298,15 K) de l'Hydyne est de 3,70 kcal/mol. La mole est définie comme 72,149 8 g avec la formule brute :
{\displaystyle {\ce {C_{2,5595}H_{9,3986}N_{2,2797}}}}
| Composé                         | Composition massique (%) | Fraction molaire | {\displaystyle \Delta H_{{\text{f}}(298)}^{0}} (kcal/mol) |
| ------------------------------- | ------------------------ | ---------------- | --------------------------------------------------------- |
| UDMH (C2H8N2, M = 60,1 g/mol)   | 60                       | 0,72             | 12,339                                                    |
| DETA (C4H13N3, M = 103,2 g/mol) | 40                       | 0,28             | −18,5                                                     |

{\displaystyle \Delta H_{{\text{f}}(298)}^{0}=0,72\,(12,339)+0,28\,(-18,5)}
{\displaystyle \Delta H_{{\text{f}}(298)}^{0}=3,70\,{\text{kcal/mol}}}
ou :
{\displaystyle \Delta H_{{\text{f}}(298)}^{0}=51,3\,{\text{cal/g}}}

#### Constantes d'état critique
Les valeurs critiques de température et de pression, également mesurées par Rocketdyne, rapportaient respectivement 285 °C et 784 livres par pouce carré (5 410 000 Pa). Les méthodes utilisées pour obtenir ces résultats ne sont pas connues car la source originale des données n'était pas disponible, rendant ces valeurs invérifiables. De plus, comme l'Hydyne est un mélange, les données se réfèrent très probablement à un point « pseudocritique », de sorte que ces valeurs doivent donc être traitées comme provisoires.

### Décomposition radiolytique
La décomposition radiolytique de l'Hydyne a été reportée à 149,4 mL de gaz d'échappement radiolytique, mesurée à 25 °C et 1 atm, lorsqu'il est irradié à 8,5 × 106 rads avec des rayons gamma. Cette étude fut réalisée pour déterminer s'il est possible de supprimer la génération de gaz non condensables lorsque les carburants liquides Hydrazine, RP-1 et Hydyne sont soumis à un rayonnement gamma au cobalt 60. Plus la suppression de cette génération de gaz d'échappement est élevée, plus la capacité de stockage des combustibles par rapport aux rayonnements ionisants dans l'espace et des moteurs-fusées nucléaires est élevée.

## Combinaisons avec oxydants
| Oxydant                         | Rapport oxydant/Hydyne optimal | Température de combustion | Impulsion spécifique | Impulsion spécifique au niveau de la mer | Densité |
| ------------------------------- | --- | ------------------------- | -------------------- | ---------------------------------------- | ------- |
| Oxygène liquide (LOx)           | 1,73 | 3 585 K                   | 359 s                | 306 s                                    | 1,02    |
| Oxygène liquide (LOx)           | L'oxygène liquide était le plus récent, le moins cher, le plus sûr et finalement l'oxydant de préférence des lanceurs spatiaux. C'est l'unique comburant qui était utilisé avec l'Hydyne avec l'IRFNA. |                           |                      |                                          |         |
| Mixed oxides of nitrogen (MON)  | 2,84 | 3 475 K                   | 335 s                | 287 s                                    | 1,19    |
| Mixed oxides of nitrogen (MON)  | Le MON ne fut jamais utilisé avec l'Hydyne. |                           |                      |                                          |         |
| Peroxyde d'azote (NTO)          | 2,71 | 3 395 K                   | 330 s                | 282 s                                    | 1,22    |
| Peroxyde d'azote (NTO)          | Le peroxyde d'azote ne fut jamais utilisé avec l'Hydyne. |                           |                      |                                          |         |
| Pentafluorure de brome (BrF5)   | 3,85 | 3 195 K                   | 227 s                | 227 s                                    | 1,78    |
| Pentafluorure de brome (BrF5)   | Les problèmes de manipulation et les risques pour la sécurité du pentafluorure de brome toxique l'emportaient sur les avantages de performance.                                                        |                           |                      |                                          |         |
| Trifluorure de chlore (ClF3)    | 2,98 | 3 710 K                   | 331 s                | 276 s                                    | 1,43    |
| Trifluorure de chlore (ClF3)    | Le trifluorure de chlore a eu de meilleures performances en utilisant du carburant à hydrazine. |                           |                      |                                          |         |
| Fluorure de perchloryle (ClO3F) | 2,78 | 3 290 K                   | 285 s                | 285 s                                    | 1,22    |
| Fluorure de perchloryle (ClO3F) | Le fluorure de perchloryle n'a eu aucune application avec l'Hydyne, car il a de meilleures performances en utilisant du carburant à base d'hydrazine.                                                  |                           |                      |                                          |         |

## Dangerosité

### Toxicité
En absence d'informations détaillées pour des mélanges spécifiques, on peut déterminer la toxicité de l'Hydyne à partir de celle de ses deux composants. L'UDMH est le composant ayant la pression de vapeur la plus élevée, il est donc de considération primordiale. L'UDMH et la famille de combustibles aminés mixtes (MAF), comprenant l'Hydyne, représentent un danger humain par :
- contact avec les yeux à l'état liquide ou gazeux ;
- inhalation de vapeur ;
- exposition à la peau à l'état liquide ou à forte concentration de vapeur ;
- explosion ou combustion.

### Inflammabilité
L'UDMH est inflammable dans l'air sur une très large gamme de concentrations mais la plage d'inflammabilité pour les MAF, comprenant l'Hydyne, peut être légèrement plus étroite que pour l'UDMH. Toutes ces substances sont hypergoliques avec certains oxydants, tels que les acides nitriques fumants, le tétroxyde d'azote, le peroxyde d'hydrogène, le trifluorure de chlore et le fluor. Les chiffons, déchets de coton, chutes de bois, excelsior et autres matériaux de grande surface, provoquent une inflammation spontanée à l'absorption de l'UDMH ou des MAF. Ils ne doivent en aucun cas être stockés dans des conditions qui empêchent la dissipation de la chaleur qui s'accumule lors de l'oxydation progressive. Lorsqu'ils entrent en contact avec de telles matières organiques, des incendies peuvent être provoqués. Deux types d'incendies se produisent : les feux supportés librement dans l'air et les feux supportés par un oxydant (ex. : combustion de type torche). Dans les espaces clos, le personnel se trouvant dans un environnement où la limite inférieure d'explosivité (LIE) atteint 20 % doit être évacué.

### Explosion
Les propriétés de l'UDMH et des combustibles aminés mixtes sont presque similaires, puisque la vapeur est principalement de l'UDMH. Une teneur d'UDMH supérieure à 2 % dans l'air peut initier une inflammation par une étincelle électrique ou une flamme nue. En raison de la pression de vapeur élevée et d'une large plage d'inflammabilité, la possibilité qu'un mélange explosif se forme sur le liquide est très élevée. L'UDMH doit être stockée et manipulée sous une atmosphère d'azote.

## Logistique

### Conception
L'Hydyne est un mélange massique de 60 % d'UDMH et de 40 % de DETA, la production se fait sous atmosphère azote.

#### UDMH
L'UDMH est fournie principalement aux États-Unis par Chemical Corporation et Food Machinery, dans l'usine de fabrication de Baltimore, dans le Maryland. La synthèse de l'UDMH est réalisée par FMC Corporation via la nitrosation de la diméthylamine (DMA) en N-nitrosodiméthylamine, suivie de la réduction de cet intermédiaire en (CH3)2 N2H2 (UDMH) :
{\displaystyle {\ce {(CH3)2NH + HNO_2 -> (CH3)2NNO + H2O}}}
{\displaystyle {\ce {(CH3)2NNO + HN2 -> (CH3)NNH2 + H2O}}}
La substance est ensuite purifiée et distillée, donnant ainsi l'UDMH presque anhydre.
Une autre méthode de fabrication est le procédé de Olin Raschig, utilisé pour la production de l'hydrazine et de la méthylhydrazine. Pour l'UDMH, le procédé est modifié par la substitution de la diméthylamine à l'ammoniac dans la réaction de deuxième étape avec la chloramine.

#### DETA
La DETA est quant à elle disponible dans le commerce, fabriquée par Dow Chemical et Carbide and Carbon Chemicals Company ; elle est obtenue en traitant le dichlorure d'éthylène avec de l'ammoniac. Les conditions de réaction varient, mais dans tous les cas, un mélange est obtenu. À basse pression et température, elle est principalement produite avec un faible rendement ; si la pression et la température sont plus élevées, une plus grande proportion de diéthylènetriamine et d'autres polyéthylènepolyamines est produite.

### Coût d'achat
Le coût d'achat de l'Hydyne en 1959 était de 0,81 ± 0,01 US $/kg, Cette somme s'actualise en 2022 à 8,35 dollars.

## Comparaison avec d'autres carburants
| Nom                                                                            | Densité | Première utilisation | Utilisation notable sur                         |
| ------------------------------------------------------------------------------ | ------- | -------------------- | ----------------------------------------------- |
| Hydyne                                                                         |         |                      | Juno I                                          |
| UDMH                                                                           |         |                      | Proton, Longue Marche, Ariane 1 à 4             |
| LH2                                                                            |         |                      | Navette spatiale américaine, Delta IV, Ariane 5 |
| RP-1                                                                           |         |                      | Saturn V, Soyouz, Atlas V                       |
| LCH4                                                                           |         |                      | Starship, New Glenn                             |
| En se basant sur le fait que chaque ergol utilise du LOx en tant que comburant |         |                      |                                                 |

## Culture populaire
Le fils de Mary Sherman Morgan, George D. Morgan, dramatise la création de l'Hydyne dans une pièce de théâtre intitulée « Rocket Girl », qui raconte une fiction historique de Mary Sherman Morgan et de sa création, l'Hydyne. Cette pièce fut diffusée au California Institute of Technology, en novembre 2008.